# Joker: Điên có đôi
Joker: Điên có đôi (tên tiếng Anh: Joker: Folie à Deux) là một bộ phim điện ảnh Mỹ thuộc thể loại lãng mạn – giật gân – nhạc kịch – chính kịch ra mắt vào năm 2024 do Todd Phillips làm đạo diễn, đồng sản xuất kiêm viết kịch bản với Scott Silver. Là phần phim hậu truyện của Joker (2019), bộ phim có sự tham gia trở lại của Joaquin Phoenix trong nhân vật Joker từ DC Comics của phần phim đầu tiên, bên cạnh nữ nhân vật chính mới là Harley Quinn do Lady Gaga thủ vai. Ngoài ra, Zazie Beetz cũng trở lại với vai diễn cũ từ phần phim trước của phim. Joker: Điên có đôi được sản xuất bởi Warner Bros. Pictures và DC Studios cùng với sự hợp tác của Village Roadshow Pictures, Bron Creative và Joint Effort.
Joker ban đầu được dự định sẽ là một bộ phim độc lập nhưng sau đó Warner Bros đổi sang dự định cho phim thuộc dự án DC Black. Vào tháng 8 năm 2019, Phillips đã nói rằng anh rất hứng thú với việc thực hiện một phần phim hậu truyện, nhưng sau đó anh lại khẳng định rằng Joker chưa thực sự sẵn sàng cho một phần phim nữa. Phoenix đã hé lộ về khả năng trở lại vai diễn Joker của mình một lần nữa vào tháng 10. Đến tháng 6 năm 2022, phần hậu truyện này chính thức được phát triển với sự tham gia thêm của Gaga và Beetz sau đó. Bộ phim được khởi quay tại Los Angeles, Thành phố New York và Belleville, New Jersey từ tháng 12 năm 2022 đến tháng 4 năm 2023.
Joker: Điên có đôi có buổi ra mắt tại liên hoan phim Venice lần thứ 81 vào ngày 4 tháng 9 năm 2024, tác phẩm sau đó được phát hành tại Mỹ, Anh và Việt Nam vào ngày 4 tháng 10 năm 2024. Sau khi ra mắt, tác phẩm nhận về những lời nhận xét trái chiều đến chỉ trích từ giới chuyên môn, đồng thời còn là một thất bại về doanh thu khi chỉ thu về 207,5 triệu USD so với kinh phí sản xuất lên đến 190–200 triệu USD. Bên cạnh đó, tác phẩm còn bị dẫn đầu danh sách đề cử giải Mâm xôi vàng với bảy hạng mục, trong đó bao gồm Phim tệ nhất, Đạo diễn tệ nhất, Nam diễn viên chính tệ nhất và Nữ diễn viên chính tệ nhất.

## Diễn viên
- Joaquin Phoenix thủ vai Arthur Fleck / Joker, một người bị tâm thần và nghèo khổ đã từng mưu sinh bằng nghề làm chú hề tại các buổi tiệc và đồng thời cũng là một diễn viên hài độc thoại bị khinh thường bởi xã hội, anh đã từng có tiền sử lạm dụng thể chất và tinh thần dẫn đến việc trở thành một tên tội phạm hư vô với tích cách lấy cảm hứng từ chú hề.
- Lady Gaga thủ vai Harleen Quinzel / Harley Quinn, một cô bác sĩ tâm thần ban đầu được giao nhiệm vụ điều trị cho Arthur nhưng sau cùng bởi sự tò mò của mình, cô đã trở nên ám ảnh và hình thành một mối quan hệ lãng mạn đầy chết chóc với anh.[3][4]
- Brendan Gleeson thủ vai Jackie Sullivan, một bảo vệ chuyên ngược đãi bệnh nhân tại bệnh viện Arkham.
- Catherine Keener thủ vai Maryanne Stewart, luật sư của Arthur.
- Zazie Beetz thủ vai Sophie Dumond, một người mẹ đơn thân và đồng thời cũng là hàng xóm cũ của Arthur.[5]
- Jacob Lofland thủ vai Ricky Meline, một tù nhân luôn bày tỏ thành kính sâu sắc tới Arthur.
- Harry Lawtey thủ vai Harvey Dent, công tố viên chuyên thực thi công lý với mong muốn đưa Arthur ra ánh sáng.[6][7][8]

## Sản xuất

### Phát triển
Joker (2019) ban đầu được dự kiến sẽ là một bộ phim độc lập và không có các hậu truyện, tuy nhiên sau đó, Warner Bros. dự định sẽ để phim thuộc dự án DC Black, một dòng phim dựa trên DC Comics có mạch phim không liên quan đến Vũ trụ DC mở rộng (DCEU) với tính chất đen tối hơn, mang tính thử nghiệm nhiều hơn, tương đồng với nhà xuất bản truyện tranh DC Black Label. Trong khi đó, đạo diễn  Todd Phillips đã chia sẻ vào tháng 8 năm 2019 rằng anh rất hứng thú với việc sẽ phát triển phần hậu truyện của phim nhưng điều đó sẽ tùy vào hiệu suất của bộ phim cũng như là việc nếu nam tài tử Phoenix cũng cảm thấy thích thú, tuy nhiên sau đó, anh cũng tiếp tục chia sẻ rằng "bộ phim chưa thực sự sẵn sàng để tiếp tục [có] thêm một phần hậu truyện. Chúng tôi luôn giới thiệu nó như là một bộ phim và chỉ thế thôi."

### Tuyển vai
Sau khi thông tin về bộ phim được công bố, đã có thông tin về việc Lady Gaga đang đàm phán để thủ vai nhân vật Harley Quinn và bộ phim sẽ thuộc thể loại nhạc kịch. Vào mùa hè cùng năm, Gaga cũng đã xác nhận về thông tin trên. Vào tháng 8, Zazie Beetz cũng được cho đang thảo luận để trở lại với vai diễn Sophie Dumond từ phần phim đầu tiên của phim. Sau đó, Beetz cũng đã xác nhận rằng cô sẽ trở lại vai diễn của mình vào tháng sau đó, bên cạnh đó, phim còn có sự tham gia của Brendan Gleeson, Catherine Keener và Jacob Lofland. Gleeson đã chia sẻ rằng anh quyết định tham gia dự án là do sự ngưỡng mộ của bản thân đối với màn trình diễn "không thể xóa nhòa" của Phoenix trong phần phim trước cũng như là Gaga, tuy nhiên điều đó cũng khiến anh phải thừa nhận rằng bản thân mình cảm thấy "bị đe dọa" đối với những gì mà anh đã làm cho vai diễn của mình. Vào tháng 10, Harry Lawtey là cái tên tiếp theo xác nhận sẽ tham gia vào bộ phim mà tờ Deadline Hollywood đã mô tả rằng đó là một "vai diễn lớn".
Tháng 2 năm 2023, CEO của DC Studios, James Gunn đã xác nhận rằng Folie à Deux sẽ thuộc dự án Elseworlds, nơi sẽ diễn ra mọi thứ nằm bên ngoài mạch phim chính của Vũ trụ DC (DCU).

### Quay phim

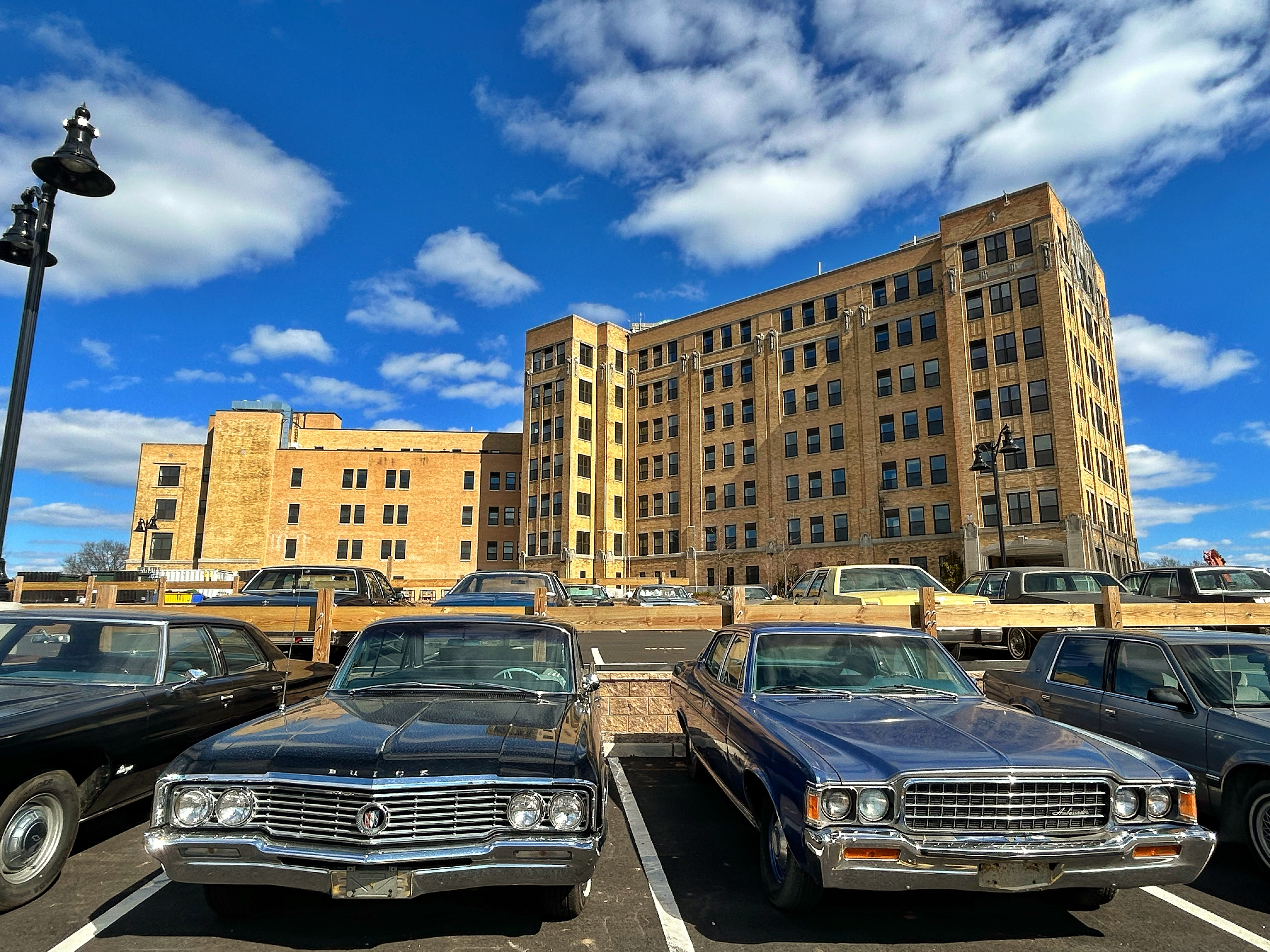
Bệnh viện Cách ly Hạt Essex tại Belleville, New Jersey (hình ảnh được chụp vào tháng 3 năm 2023 với những chiếc ô tô cũ và đạo cụ) được sử dụng để làm địa điểm quay hình cho bối cảnh Bệnh viện Bang Arkham

Bộ phim được khởi quay vào ngày 10 tháng 12 năm 2022, Phillips đã công bố những cái nhìn đầu tiên về phim trên tài khoản Instagram của anh và Lawrence Sher sẽ đảm nhận công việc nhà quay phim chính của phim. Sher đã trích dẫn bộ phim One From the Heart (1982) của Francis Ford Coppola để làm nguồn cảm hứng cho bộ phim. Việc quay ngoại cảnh diễn tại Los Angeles và New York vào tháng 3 năm 2023. Lady Gaga đã quay phân cảnh cô cùng đám đông người ngoài cuộc yêu cầu bắt giữ Joker bên ngoài Tòa án Bang New York và điều này đã khiến nhiều người ở gần đó nhầm lẫn với vụ việc bắt giữ Donald Trump sau bản cáo trạng đầu tiên của ông. Phân cảnh tại Nhà thương điên Arkham đã được ghi hình tại Bệnh viện Cách ly Hạt Essex bị bỏ hoang tại New Jersey. Vào tháng 4, 2023, công đoạn quay phim tiếp tục được tiến hành tại "Cầu thang Joker", một chiếc cầu thang nằm trên đường số 167 phía Tây tại Bronx, nơi đã từng xuất hiện cũng như là vô cùng nổi tiếng sau sự thành công của phần phim đầu tiên. Việc ghi hình đã được đoàn phim hoàn tất vào ngày 5 tháng 4 năm 2023. Ngoài ra, bộ phim cũng được quay một phần bằng máy quay kĩ thuật số được chứng nhận IMAX.

### Hậu kỳ
Vào tháng 12 năm 2023, Gunn đã tiết lộ rằng anh đang làm việc cho bộ phim với tư cách là một người cố vấn, xem xét tài liệu quay hình cũng như là đưa ra những ghi chú của mình về nó.

## Nhạc phim
Bộ phim sẽ mang nhiều yếu tố âm nhạc và Hildur Guðnadóttir sẽ tiếp tục trở lại với vị trí nhà soạn nhạc của phim như phần phim trước.

## Phát hành
Joker: Điên có đôi được dự kiến sẽ công chiếu tại các rạp phim Hoa Kỳ vào ngày 4 tháng 10 năm 2024 và được phát hành bởi Warner Bros Pictures.

## Giải thưởng
Đoạn phim giới thiệu của Joker: Điên có đôi đã nhận được đề cử cho hạng mục Đồ họa đẹp nhất (Dành cho Phim truyện) tại lễ trao giải  Golden Trailer Awards năm 2023. Sheila Ryan-Cruz cũng được đề cử ở hạng mục Trợ lý Quản lý Địa điểm của năm tại lễ trao giải California On Location Awards năm 2023.